# Edílson Oliveira
Edílson Oliveira da Silva (São Paulo, 30 de agosto de 1964) é um produtor de televisão, apresentador e humorista brasileiro.
Se tornou conhecido por interpretar o personagem Chiquinho em programas como Eliana & Alegria e Eliana na Fábrica Maluca, tendo sido conhecido também como Ed Banana pelo personagem que encarnava no mesmo programa de mesmo nome.

## Carreira
Filho de um engraxate e uma empregada doméstica, Edílson trabalhou como office-boy. Em 1980, durante uma de suas visitas ao SBT (na época TVS), recebeu uma oportunidade de emprego de Olga Maria, uma das diretoras da emissora, para trabalhar como produtor. Em seguida, foi promovido a coordenador de produção, em 1983. Quando produzia o programa Bozo, Edílson estreou em frente das câmeras, interpretando o personagem Tereuteuteu. Também deu voz ao boneco Zecão.
Entre 1989 e 1991, interpretou o Mago Merlin no programa Show da Simony, e ainda em 1991, fez o Gênio do Poço no programa Festolândia, apresentado por Eliana. Com o término do programa, Edílson deu voz aos bonecos Michilin e Firmino na Sessão Desenho no Sítio da Vovó, apresentado por Vovó Mafalda, e Flitz e Melocoton no programa Bom Dia & Cia., apresentado por Eliana. Chegou a criar o palhaço Fosco, que teve um CD e LP lançado em 1996.
Edílson acompanhou Eliana quando a apresentadora transferiu-se para a Rede Record. Na emissora, interpretou o atrapalhado cinegrafista  Chiquinho nos programas Eliana & Alegria, Eliana no Parque, Eliana na Fábrica Maluca e Programa Eliana. A parceria com Eliana na TV durou de 1998 até 2004 e foi encerrada quando a apresentadora deixou o segmento infantil. Também na Rede Record, apresentou um programa próprio em 2000, Ed Banana, inspirado no protagonista do filme O Máskara. A atração foi encerrada dois anos depois.
Em 2007, estreou seu programa O Mundo do Chiquinho, na extinta TV Itapoan, que saiu do ar em 2011. Ainda na Bahia, levou o personagem Chiquinho a escolas e hospitais, atuando ao lado de instituições públicas em projetos como o Proerd, de conscientização contra o consumo de drogas. Ele também participou da Escolinha do Gugu, reinterpretando o seu personagem Chiquinho entre 2011 e 2013.
Em 2020, se candidatou ao cargo de vereador na cidade de Lauro de Freitas. Recebeu o total de 37 votos e não foi eleito.
Atualmente, participa de programas locais e continua se apresentando em eventos.

## Filmografia

### Televisão
| Ano     | Título                   | Personagem / Cargo                                                    |
| ------- | ------------------------ | --------------------------------------------------------------------- |
| 1989–91 | Show da Simony           | Mago Merlin                                                           |
| 1991    | Festolândia              | Gênio do Poço                                                         |
| 1993–98 | Bom Dia & Companhia      | Melocoton Flitz Fosco                                                 |
| 1998–03 | Eliana & Alegria         | Chiquinho Nhoc Vovô Alegria Quintela Panela Chico Santos Palhaço Huck |
| 2000–02 | Ed Banana                | Apresentador (como Ed Banana)                                         |
| 2003–04 | Eliana na Fábrica Maluca | Chiquinho Nhoc Vovô Alegria Quintela Panela Chico Santos Palhaço Huck |
| 2004    | Eliana                   | Chiquinho Nhoc Vovô Alegria Quintela Panela Chico Santos Palhaço Huck |
| 2007–11 | O Mundo do Chiquinho     | Apresentador (como Chiquinho)                                         |
| 2011–13 | Escolinha do Gugu        | Chiquinho                                                             |
| 2016    | Bom Dia & Companhia      | Chiquinho (participação no dia das crianças)                          |
| 2025    | Game dos 100             | Participante                                                          |

### Cinema
| Ano  | Título                    | Personagem |
| ---- | ------------------------- | ---------- |
| 1971 | André, a Cara e a Coragem | Ivan       |
| 2007 | Sou Diferente: O Filme    | Chiquinho  |

## Discografia
| Álbum                           | Detalhes                                                              |
| ------------------------------- | --------------------------------------------------------------------- |
| O Palhaço Fosco e a Turma da TV | - Lançamento: 1996 - Formatos: LP, K7, CD - Gravadora: Paradoxx Music |